# Джоузеф Инрайт
Капитан Джоузеф Франсис Инрайт (лат. Joseph Francis Enright; р. 18 септември 1910 г. в гр. Майнът в Северна Дакота, САЩ; п. 20 юли 2000 г. във Феърфакс във Вирджиния, САЩ) е американски морски офицер, участник във Втората световна война. Известен най-вече като командир на подводницата „Арчърфиш“, която на 29 ноември 1944 г. торпилира и потапя японския самолетоносач „Шинано“, най-големият самолетоносач дотогава в историята.
Джоузеф Инрайт е роден в гр. Майнът в щата Северна Дакота в САЩ на 18 септември 1910 г. Син е на ирландеца Джон Инрайт и норвежката Мини Олсон. Завършва Военноморската академия на САЩ в Анаполис през 1933 г. като енсин. Служи три години (1933-36) на линкора „Мериленд“. Постъпва в Подводните сили през 1936 г. След това шест години служи в „С-35“ и „С-22“, като на „С-22“ изпълнява длъжността старши помощник-командир. През 1942 и 1943 г. капитан-лейтенант Инрайт командва „О-10“ и „Дейс“. През есента на 1943 г. като командир на „Дейс“ получава точни разузнавателни данни за местоположението, курса и скоростта на японския самолетоносач „Шокаку“, но японския кораб успява да се изплъзне на Инрайт. Подводницата „Дейс“ се връща във военноморската база при атола Мидуей на 11 декември 1943 г. Недоволен от неуспеха с „Шокаку“, Инрайт моли да бъде освободен от военна служба. На 28 декември 1943 г. молбата му е удовлетворена и Инрайт поема административни функции.
След няколко месеца във военноморската база при атола Мидуей, Инрайт поема командването на „Арчерфиш“ на 24 септември 1944 г. На 28 ноември 1944 г. радарите прихващат японския самелотоносач „Шинано“, ескортиран от три есминеца. По това време „Шинано“ е най-големият и най-добре брониран самолетоносач в историята и японците го смятат за непобедим. В 03:17 на 29 ноември г. са изстреляни шест торпеда, четири от които поразяват японския кораб. За тази победа Инрайт е удостоен с военноморски кръст.
След края на Втората световна война Инрайт има множество назначения на морска и брегова служба, като през 1952 г. е произведен в чин капитан. През 1949-50 г. е командир на 31-ви дивизион подводници, на „Фултън“ през 1953-54 г., на 8-а ескадра подводници през 1954-55 г. и на тежкия крайцер „Бостън“ през 1959-60 г. На 1 юли 1963 г. се уволнява като капитан и с много ордени. Преподавал е във Военноморската академия на САЩ. Влиза в Залата на славата на скандинавските американци. Работи в „Нортроп Корпорейшън“ в Масачузетс и „Сандърс Корпорейшън“ в Ню Хампшър, след което през 1995 г. отива в района на гр. Вашингтон. Съавтор на излязлата през 1987 г. книга „Шинано! Потъването на тайния японски свръхкораб“.
Съпругата му Вирджиния Робъртсън Инрайт умира на 49 години през 1986 г., а Джоузеф – негов син, през 1998 г. Капитан Джоузеф Инрайт умира на 20 юли 2000 г. във Феърфакс, Вирджиния на 89 години след мозъчен кръвоизлив, като тогава има 2 внука и 5 правнука. Заупокойната панихада е отслужена на 8 август 2000 г. в капелата „Оулд Пост“ във Форт Майер, Вирджиния.